# Dretyń (gromada)
Dretyń – dawna gromada, czyli najmniejsza jednostka podziału terytorialnego Polskiej Rzeczypospolitej Ludowej w latach 1954–1972.
Gromady, z gromadzkimi radami narodowymi (GRN) jako organami władzy najniższego stopnia na wsi, funkcjonowały od reformy reorganizującej administrację wiejską przeprowadzonej jesienią 1954 do momentu ich zniesienia z dniem 1 stycznia 1973, tym samym wypierając organizację gminną w latach 1954–1972.
Gromadę Dretyń z siedzibą GRN w Dretyniu utworzono – jako jedną z 8759 gromad na obszarze Polski – w powiecie miasteckim w woj. koszalińskim na mocy uchwały nr 43/54 WRN w Koszalinie z dnia 5 października 1954. W skład jednostki weszły obszary dotychczasowych gromad: Dretyń, Kowalewice, Okunino i Tursko ze zniesionej gminy Kawcze, obszar dotychczasowej gromady Broczyna ze zniesionej gminy Warcino oraz obszar dotychczasowej gromady Trzcinno ze zniesionej gminy Wałdowo w tymże powiecie. Dla gromady ustalono 13 członków gromadzkiej rady narodowej.
31 grudnia 1968 z gromady Dretyń wyłączono wieś Broczyna oraz obszar gruntów leśnych położonych w północnej części gromady Dretyń, włączając je do gromady Trzebielino w tymże powiecie, po czym gromadę Dretyń zniesiono, a jej (pozostały) obszar włączono do gromady Miastko tamże.